# لوون آبراهامیان (فیلسوف)
لوون هاروتیونی آبراهامیان (ارمنی: Լևոն (Լև) Հարությունի Աբրահամյան؛ انگلیسی: Levon Harutiuni Abrahamian زادهٔ ۱۱ مارس ۱۹۲۸ - درگذشته ۲۴ ژوئیهٔ ۲۰۱۹) فیلسوف، استاد اهل ارمنستان بود.

## زندگی‌نامه
وی در ۱۱ مارس ۱۹۲۸ در آخالکالاک به دنیا آمد و در سال ۱۹۵۱ از دانشگاه دولتی مسکو (۱۹۵۰) فارغ‌التحصیل گشت. وی در انستیتو فلسفه، جامعه‌شناسیو حقوق فرهنگستان ملی علوم ارمنستان، دانشگاه دولتی ایروان و انستیتو مارکسیسم-لنینیسم فعالیت می‌کرد وی در ۲۴ ژوئیه ۲۰۱۹ در سن ۹۱ سالگی درگذشت.

## یادداشت
1. ↑  փիլիսոփայական գիտությունների դոկտոր
2. ↑  Արամ Աբրահամյան
3. ↑  համալսարանի դասախոս